# Environmentalistika
Environmentalistika je obor, který využívá poznatků různých vědních oborů ekologie, geografie, chemie, fyziky, ekonomie a zkoumá vzájemné působení člověka a ekosystémů, zabývá se tedy i prevencí znečišťování životního prostředí, nápravou vzniklých škod a nežádoucích zásahů. Environmentalistika zahrnuje také ochranu přírody, monitoring složek životního prostředí, využívání přírodních zdrojů, nakládání s energiemi, péče o zdraví lidské populace apod.
Nezbytnou součástí environmentálního vzdělávání je studium životního prostředí prostřednictvím jednotlivých vědních oborů a schopnost nadhledu a vize. Působení člověka na životní prostředí bylo zprvu zkoumáno izolovaně. Popisoval a modeloval se vliv činností na jednotlivé složky ŽP, např. vodní zdroje, ovzduší, ale ucelený pohled na životní prostředí jako propojený celek se všemi vztahy uvnitř i vně se vyvinul až později. Pozornost byla obrácena spíše k řešení následků než k identifikaci, pochopení a odstranění příčin. Postupně se dospělo k názoru, že ochrana životního prostředí je záležitostí, kde je třeba deklarovat nejen zájem států, ale i celého lidstva. Environmentalistikou rozumíme nejen zkoumání vzájemného působení člověka a ekosystémů, ale i snahu o predikci budoucího vývoje.
Vlivem poznatků environmentálně zaměřených oborů a stále se zvyšujícího antropogenního působení na přírodu začala vystupovat potřeba Environmentální výchovy. Na mezinárodním fóru byl její obsah definován mezinárodní konferencí o biosféře UNESCO (Paříž 1968) a dále upřesňován celosvětovým programem IEEP organizací UNESCO a UNEP. Termín environmentální výchova se postupně prosadil i v českém prostředí. EV je vnímána jako výchova k udržitelnému rozvoji. Celý tento terminologický vývoj charakterizuje rozšiřující se interdisciplinární koncepci tohoto vzdělávání.
Environmentální obory mají poměrně široké rozpětí a na jednotlivých fakultách se často liší ve svém názvu i zaměření. V českém univerzitním prostředí můžeme pod environmentalistiku zařadit obor Sociální a kulturní ekologie vyučovaný na FHS UK, tamtéž pak na doktorském stupni obor Environmentální studia. Na brněnské Masarykově univerzitě se nachází Katedra environmentálních studií. Environmentálně zaměřené obory se vyučují také na Fakultě životního prostředí České zemědělské univerzity v Praze.